# Ulisse (Joyce)
Ulisse (in inglese Ulysses) è un romanzo scritto da James Joyce. Viene considerato uno dei romanzi più importanti della letteratura del XX secolo ed è una delle pietre miliari nella genesi del romanzo moderno. Lo stile narrativo viene variato su tutti i registri: dal parodistico al dottrinale. Molte parti del racconto sono sviluppate secondo quella particolare tecnica di scrittura, chiamata "flusso di coscienza", in cui i pensieri del protagonista scorrono senza punteggiatura, per definire la contemporaneità e l'intricato procedimento cognitivo che sottostà ai processi mentali dell'io narrante.
Ulisse è la storia di una giornata, il 16 giugno 1904, di un gruppo di abitanti di Dublino. Incrociando in modo apparentemente casuale le vite degli altri, i personaggi ne determinano lo svolgimento e lo descrivono, attraverso un continuo monologo interiore.

## Caratteristiche
Nel romanzo Leopold Bloom, ebreo irlandese, è un piccolo borghese, impegnato a tradire la moglie Molly, da cui è a sua volta tradito. I suoi orizzonti sono limitati, ha slanci lirici di breve respiro, si adatta alle condizioni di marito tradito e, in affari, accetta qualsiasi compromesso possa portargli qualche vantaggio (inclusa l'eventualità di vendere foto della moglie nuda). Al polo opposto c'è Stephen Dedalus, colto, spirituale, estetizzante, problematico. Verso la fine del romanzo i due si trovano assieme in un bordello e - dopo un parossismo allucinatorio che anticipa molti "stati alterati di coscienza" della letteratura contemporanea - la narrazione si conclude con un magistrale monologo interiore, in otto lunghi periodi senza punteggiatura, che sintetizzano i pensieri di Molly Bloom. Qui, attraverso il flusso della coscienza femminile, vengono ridimensionate e profondamente radicate, nella terrena esperienza matriarcale, le deviazioni sensuali di Bloom e l'ossessione intellettuale di Stephen.
Ulisse è considerato un libro di difficile lettura e prelude al successivo tentativo di rendere il flusso del pensiero così come sgorga "in diretta", che Joyce farà con Finnegans Wake, la sua opera più estrema e ostica per il lettore non avvertito. Ezra Pound lo considera così: "Tutti gli uomini dovrebbero unirsi a lodare Ulisse. Coloro che non lo faranno, potranno accontentarsi di un posto negli ordini intellettuali inferiori. Non dico che tutti dovrebbero lodarlo da un medesimo punto di vista; ma tutti gli uomini di lettere seri, sia che scrivano una critica o no, dovranno certamente assumere per proprio conto una posizione critica di fronte a quest'opera".
È possibile identificare le corrispondenze tra i personaggi dell'Odissea e quelli dell'Ulisse:
- Ulisse è Leopold Bloom;
- Penelope è la sua sposa, Molly Bloom;
- il ruolo di Telemaco è assunto da Stephen Dedalus (che era stato il protagonista di un romanzo autobiografico di Joyce, Ritratto dell'artista da giovane).

Come nell'Ulisse di Omero, anche in quello di Joyce l'eroe rappresenta l'avventura dell'uomo nel mondo. Il protagonista, viaggiando, costruisce la propria identità, arricchendosi delle diversità con cui entra in contatto, senza risultarne distrutto o assorbito. Inoltre, proprio come nell'Odissea omerica, l'opera di Joyce non ha come punto di riferimento esclusivamente la soggettività della poesia, ma la cultura e la storia dell'umanità (che nell'Odissea era rappresentata dalle diverse terre esplorate da Ulisse, nell'opera di Joyce dalle diverse personalità che l'eroe incontra). L'autore afferma infatti che:
Durante la passeggiata del protagonista per le vie di Dublino, i confini fra dentro e fuori si fanno sottili: l'Ulisse è il testo in cui l'ordine si attua sulla pagina, utilizzando l'esperienza con assoluto realismo, nel tentativo di identificare vita e linguaggio. Joyce sostituisce così il tipico ordine dantesco (dove le cose del mondo sono ordinate secondo gli schemi della ragione e della tradizione) con uno di tipo estetico, dove si manifestano a pieno il disordine e la mancanza di senso inerenti ad ogni realtà condizionata.
La giornata-odissea del Signor Bloom (che altro non è che un Ulisse inteso non come singolo personaggio, ma come unione di coscienze frammentate) rappresenta il "naufragio" della società contemporanea. Molti sono i fattori che convivono e si scontrano nella Dublino attraversata da Bloom: Omero e gli eventi quotidiani, l'Irlanda e la liturgia cattolica, le memorie della Scolastica e l'antropologia, i processi fisiologici e i riti sociali. Il manoscritto autografo di Joyce del romanzo è conservato presso il Rosenbach Museum & Library di Filadelfia.

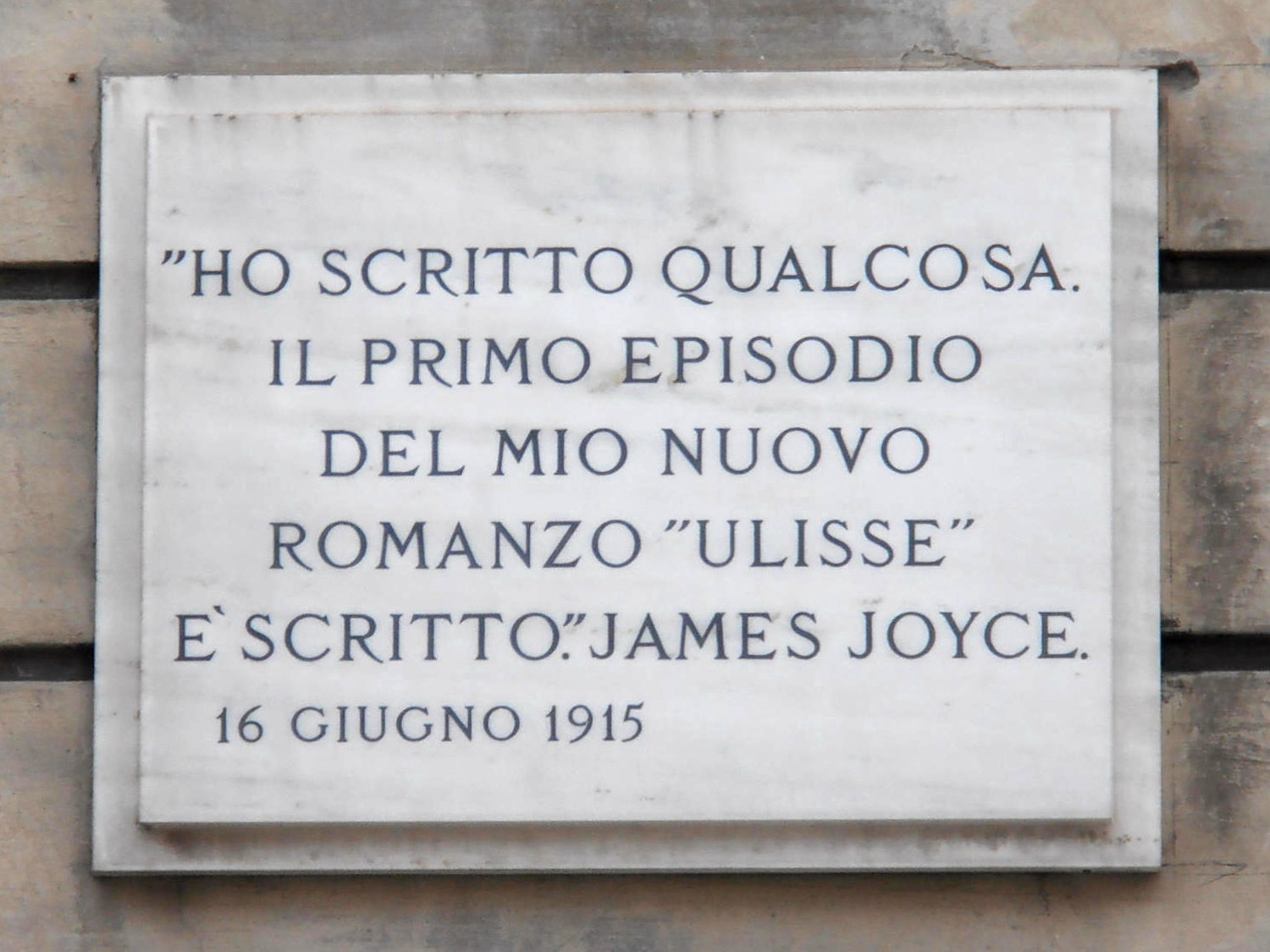
Trieste - La targa che ricorda l'inizio della scrittura dell'Ulisse

## Trama
Il libro è diviso in diciotto capitoli o "Episodi". A prima vista buona parte del racconto può apparire caotica e destrutturata. Joyce, avendolo previsto, affermò di aver "inserito nella trama così tanti enigmi e puzzle che avrebbero tenuto gli studiosi impegnati per secoli a discutere su quello che volevo dire", il che nelle sue intenzioni avrebbe reso il racconto "immortale".
Ogni episodio ha un tema, una tecnica e una corrispondenza tra i suoi personaggi e quelli dell'Odissea. In realtà il testo originale non ha recepito i titoli degli episodi: le corrispondenze in realtà provengono dagli schemi di Linati e di Gilbert. Anche nelle "Lettere" Joyce collega i titoli degli episodi e le referenze omeriche.
La trama di corrispondenze interne alla struttura dell'opera viene in parte razionalizzata negli Schema Linati e Schema Gilbert, due tavole che Stuart Gilbert e Herbert Gorman hanno realizzato dopo la pubblicazione del libro di Joyce, per difenderlo dalle accuse di oscenità e istituire i debiti collegamenti tra l'Odissea e la struttura interna dell'opera.

### Parte I: Telemachia

#### Episodio 1.Telemaco
Sono le otto di mattina. Buck Mulligan, un chiassoso e corpulento studente di medicina, chiama Stephen Dedalus (il giovane scrittore già protagonista di Ritratto dell'artista da giovane) invitandolo sul tetto del Sandycove Loyde Martello Tower, dove entrambi vivono. Tra i due giovani c'è una certa tensione, che deriva in parte dai modi rozzi e superficiali di Mulligan, che irritano Stephen. Inoltre Mulligan ha invitato uno studente inglese, Haines, a restare con loro. I tre uomini fanno colazione e camminano a piedi sulla riva, dove Mulligan esige da Stephen la chiave della torre e gli chiede un prestito. Stephen si allontana e dichiara che non tornerà alla torre stasera, dato che "l'usurpatore" Mulligan ha preso il sopravvento.

#### Episodio 2.Nestore
A scuola, Stephen insegna storia antica e si sofferma sulle vittorie di Pirro in Epiro. Dopo la lezione, uno studente, Sargent, si attarda, così che Stephen possa mostrargli come svolgere alcuni esercizi di aritmetica. Stephen considera l'aspetto sgradevole dello studente e cerca di immaginarsi come lo veda la madre, e considera il sentimento dell'amore materno. Più tardi Stephen vede il preside della scuola, Mr. Deasy, da cui si fa dare la paga e una lettera che deve portare al giornale perché sia stampata. I due discutono di storia irlandese e del ruolo degli ebrei, in particolare nelle questioni finanziarie. Mentre Stephen sta per uscire, il preside formula una valutazione spregiativa contro gli ebrei, affermando che l'Irlanda non li ha mai veramente perseguitati, solo perché, saggiamente, non fu permesso loro di entrare nel Paese. Questo episodio è la fonte di alcune delle frasi più famose del romanzo, come quando Dedalus dice che "la storia è un incubo dal quale sto cercando di svegliarmi" e che Dio è come "un grido in mezzo alla strada"

#### Episodio 3.Proteo

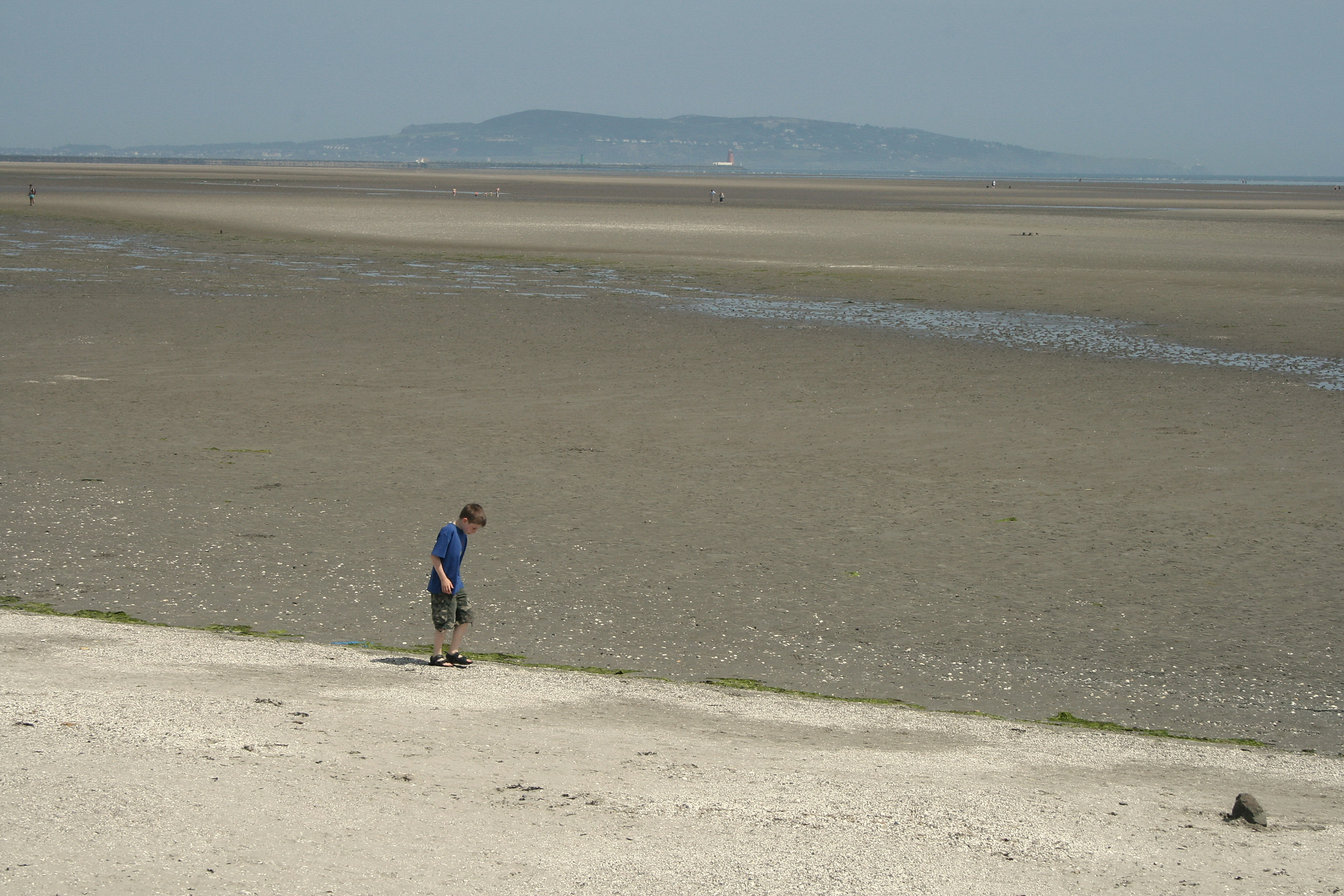
Strand Sandymount, guardando Howth Head attraverso la Baia di Dublino

Stephen si reca a Sandymount Strand e vaga lì intorno per qualche tempo, rimuginando su vari concetti filosofici, la sua famiglia, la vita da studente a Parigi e la morte della madre. Meditando e riflettendo, si stende tra alcune rocce, guarda una coppia e un cane che passano, scarabocchia alcune idee per una poesia, si mette le dita nel naso e urina dietro lo scoglio. Questo capitolo è caratterizzato da una modalità narrativa definita "Flusso di coscienza" in cui i piani del racconto sono intrecciati e mutano velocemente. La cultura di Stephen lo aiuta a creare riferimenti oscuri, impiegando grammatiche e fraseggi parzialmente incomprensibili.

### Parte II: Odissea

#### Episodio 4.Calipso
La narrazione cambia bruscamente. Sono di nuovo le otto del mattino, ma l'azione si è spostata in città ed entra in scena il secondo protagonista del libro, Leopold Bloom, un agente di vendita che lavora come procacciatore di pubblicità per il giornale cui Stephen deve portare la lettera del preside. Bloom, dopo aver iniziato a preparare la colazione, decide di raggiungere a piedi il macellaio per comprare un po' di rognone di maiale. Tornato a casa, prepara la colazione e la porta, assieme alla posta, alla moglie Molly, mentre lei pigramente resta a letto. Molly, Moglie di Leopold Bloom, è una parodia della Penelope dell'Odissea. La maggior differenza tra le due mogli è che Penelope è fedele ad Ulisse, mentre Molly, al contrario, ha una relazione extraconiugale con Hugh "Blazes" Boylan. Joyce - si ritiene - modellò il personaggio di Molly su sua moglie, Nora Barnacle; in effetti, il giorno in cui si svolge il romanzo è il 16 giugno 1904, data del primo appuntamento di Joyce e Nora, ora chiamato Bloomsday. Molly, che è cantante d'opera, riceve la posta e Leopold vede che una delle lettere è proprio del direttore Blazes Boylan. Bloom è consapevole che Boylan finirà a letto con sua moglie Molly il giorno stesso, ed è tormentato da questo pensiero. Nel frattempo legge una lettera della figlia e poi, tra aromi di cucina e di cloaca si chiude in bagno a defecare.

#### Episodio 5.Lotofagi
Bloom si reca a Westland Row, l'ufficio postale, dove riceve una lettera d'amore da una certa 'Martha Clifford' indirizzata al suo pseudonimo, 'Henry Flower'. Incontra un conoscente, e mentre chiacchierano, cerca di sbirciare le calze femminili che vede passare dall'altra parte della strada, ma il tram gli impedisce la manovra. Si libera del conoscente, legge la lettera e ne strappa la busta, appartandosi in un vicolo. Entrando in una chiesa cattolica dove si celebra messa, sprofonda in meditazioni teologiche. In uno spaccio di generi vari acquista una saponetta al limone. Incontra poi un altro conoscente, al quale, sovrappensiero, suggerisce di puntare su Throwaway, un cavallo il cui nome significa letteralmente "Da buttare". Infine, Bloom si dirige verso i bagni.

#### Episodio 6.Ade
L'episodio inizia con Bloom che sale sulla carrozza funebre con tre uomini, tra cui il padre di Stephen. Seguono il funerale di un amico, Paddy Dignam, scambiando distrattamente chiacchiere e aneddoti. La carrozza sorpassa Stephen e Blazes Boylan che camminano lungo la strada verso il cimitero. Gli uomini discutono dei vari modi di morire e delle relative sepolture. Bloom si rattrista pensando alla morte recente del figlio Rudy e al precedente suicidio del padre. Entrano nella cappella dove si tiene il rito funebre e ne escono poi con la bara. Bloom vede un uomo misterioso che indossa un macintosh durante la sepoltura. Continua a riflettere sulla morte ma, verso la fine dell'episodio, viene invaso da pensieri sensuali che cerca invano di scacciare.

#### Episodio 7.Eolo
Ora Bloom è negli uffici del Freeman Journal, dove cerca di piazzare un annuncio. Anche se inizialmente il redattore lo incoraggia, il tentativo finirà per essere frustrato. Nel frattempo arriva Stephen, portando la lettera del preside Deasy in cui si parla dell'afta che colpisce il piede e la bocca degli animali. I due non si incontrano. Stephen si reca, assieme al redattore e un gruppo di conoscenti, al pub vicino al giornale. In un'atmosfera carica di odori e di fumi di birra, Stephen racconta l'aneddoto delle "Due vestali di Dublino". La narrazione si intreccia con diversi fatti casuali che la interrompono di continuo, rendendo l'aneddoto frammentario. Tra strepiti e battute pesanti, si conclude, accumulando figure retoriche e dispositivi narrativi sempre più oscuri.

#### Episodio 8.Lestrigoni

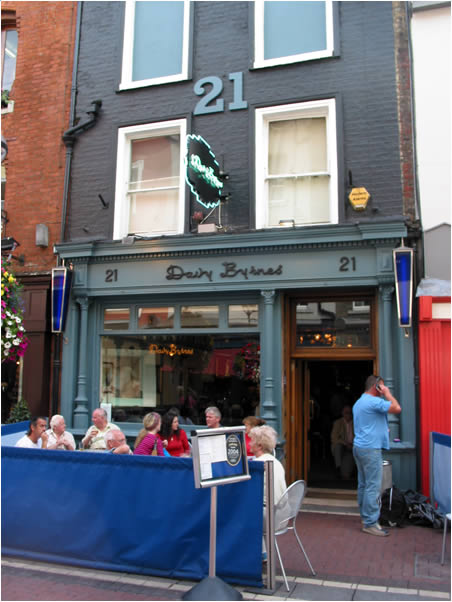
Pub Davy Byrne, Dublino, dove Bloom consuma un panino al gorgonzola e un bicchiere di borgogna

Mentre si avvicina l'ora di pranzo i pensieri di Bloom si indirizzano sempre più prepotentemente verso il cibo. Pensa alle diverse pietanze e ai posti dove potrebbe mangiare. Incontra una vecchia fiamma e riceve notizie su Mina Purefoy. Entra nel ristorante dell'Hotel Burton, dove la vista di uomini che mangiano come animali lo disgusta. Esce e si reca al pub di Davy Byrne. Qui prende un panino al gorgonzola e beve un bicchiere di bordeaux. Medita sui primi approcci con Molly e sulla deriva del loro matrimonio. Si dirige verso il Museo Nazionale dove contempla le statue delle dee greche e, in particolare, i loro sederi. Improvvisamente vede Boylan dall'altra parte della strada. In preda al panico, si precipita nel museo.

#### Episodio 9.Scilla e Cariddi
Nella Biblioteca nazionale d'Irlanda Stephen sta spiegando ad alcuni studiosi la sua teoria biografica sulle opere di Shakespeare, in particolare la genesi di Amleto, che sarebbe stato concepito a causa dell'infedeltà di Anne Hathaway, moglie di Shakespeare. Bloom entra nella Biblioteca Nazionale in cerca di una vecchia copia dell'annuncio che ha cercato di piazzare. Alla fine dell'episodio incontra Stephen brevemente e senza riconoscerlo.

#### Episodio 10.Rocce vaganti
In questo episodio, diciannove brevi vignette raffigurano le peregrinazioni di vari personaggi, maggiori e minori, attraverso le strade di Dublino. L'episodio si conclude con il racconto della cavalcata del Lord luogotenente d'Irlanda, William Humble, conte di Dudley, per le strade, in cui si incontrano i diversi protagonisti del romanzo. È l'unico episodio che non abbia un vero parallelo con le avventure dell'Ulisse omerico, in quanto le Simplegadi, scogli mobili che causano naufragi, nell'originale sono solo accennate, proprio per evitarle.

#### Episodio 11.Sirene
In questo episodio, dominato da motivi musicali (il primo periodo funge da breve overture che anticipa i temi poi sviluppati), Bloom pranza con lo zio di Stephen, in un albergo. Nel frattempo l'amante di Molly, Blazes Boylan, si reca all'appuntamento con lei. Mentre pranza, Bloom guarda le bariste e ascolta i racconti dei diversi commensali.

#### Episodio 12.Ciclopi
Questo capitolo è narrato da un anonimo abitante di Dublino. In un pub incontra un personaggio che viene chiamato semplicemente "Cittadino". Quando Leopold Bloom entra nel pub, viene rimproverato aspramente dal Cittadino, che è un feroce Feniano e antisemita. L'episodio si conclude con Bloom che ricorda al Cittadino che il suo Salvatore era un Ebreo. Quando Bloom lascia il pub, il Cittadino, con rabbia, gli scaglia una scatola di biscotti mirando alla testa, ma sbaglia. Il capitolo è caratterizzato da estese divagazioni: iperboli in gergo legale, brani biblici, mitologia irlandese ma anche induista, ecc.

#### Episodio 13.Nausicaa
Gerty MacDowell, una giovane donna, riflette sull'amore, il matrimonio e la femminilità mentre scende la sera sulla spiaggia di Sandymount. Il lettore viene gradualmente informato che Bloom la osserva non visto, da lontano. La ragazza mostra le gambe e parti di biancheria intima alla predazione masturbatoria di Bloom che carica la scena di fantasie erotiche. Al culmine dell'eccitazione fanno eco i fuochi d'artificio che scoppiano presso il bazar vicino. Quando la ragazza si alza, Bloom si rende conto che Gerty è zoppa. Bloom, dopo varie divagazioni, decide di visitare Mina Purefoy in ospedale. Lo stile della prima metà del capitolo usa, in chiave parodistica, il linguaggio delle novelle romantiche e delle riviste femminili.

#### Episodio 14.Le Mandrie del Sole
Bloom visita l'ostetricia in cui Mina Purefoy sta dando alla luce il suo bambino. Qui infine incontra Stephen, che sta bevendo con Buck Mulligan e i suoi amici, studenti di medicina. Il parto si risolve senza incidenti e la comitiva decide di andare nuovamente al pub dove si continua a bere alla salute del bambino e della puerpera. Questo capitolo è notevole per i giochi di parole impiegati da Joyce, che sembrano riassumere l'intera storia della lingua inglese. Dopo un breve incantesimo che ricalca le formule rituali dei Fratres Arvales e dei Salii, l'episodio inizia con una prosa circonvoluta che ricalca quella dei filosofi e teologi più pedanti della cultura latina, si svolge su allitterazioni anglosassoni, e attraverso parodie di vari scrittori, tra cui Malory, la Bibbia di Re Giacomo, Bunyan, Defoe, Sterne, Walpole, Gibbon, Dickens e Carlyle, prima di concludersi con una miscela di slang quasi incomprensibile.

#### Episodio 15.Circe
Il formato del capitolo è quello di un copione, con tanto di didascalie. La trama è spesso interrotta da allucinazioni, sperimentate da Stephen e Bloom come fantastiche manifestazioni di paure e passioni che qui accomunano i due personaggi.
Stephen e Lynch camminano per Nighttown, il distretto a luci rosse di Dublino. Bloom li insegue e alla fine li trova al bordello di Bella Cohen. Quando Bloom crede che Stephen stia pagando troppo per i servizi ricevuti, decide di prendere in custodia il resto dei suoi soldi per impedirgli di spenderli. Stephen ha un'allucinazione ed immagina che il cadavere in decomposizione della madre sia sorto dal pavimento per affrontarlo. Terrorizzato, usa il suo bastone da passeggio per distruggere un lampadario e poi scappa. Bloom paga subito Bella per il danno, poi corre dietro a Stephen. Lo trova impegnato in un'accesa discussione con un soldato inglese che, considerando le parole di Stephen un insulto al Sovrano, lo attacca. La polizia arriva e la folla si disperde. Anche Bloom ha un'allucinazione su Rudy, il figlio defunto.

### Parte III: Nostos

#### Episodio 16.Eumeo
Bloom e Stephen vanno alla casa del vetturino. Qui incontrano un marinaio ubriaco, D.B. Murphy. Sul calesse, Stephen canta una canzone vivace del compositore barocco Johannes Jeep, e lui e Bloom discutono della sua misoginia. L'episodio è dominato dalla mistificazione delle personalità dei personaggi che - a questo punto - tendono a confondersi e intrecciarsi. Le identità di Bloom, Stephen e Murphy vengono ripetutamente messe in discussione, in uno stile sconnesso e faticoso della narrazione, che riflette l'esaurimento e la confusione dei protagonisti.
Pur essendo il più lineare linguisticamente degli ultimi capitoli dell'Ulisse, è estremamente pesante, volontariamente noioso, con Leopold e Stephen davvero esausti dalla loro terribile giornata.

#### Episodio 17.Itaca
Bloom torna a casa con Stephen, che rifiuta la sua offerta di fermarsi a dormire. I due uomini vanno ad urinare in giardino, poi Stephen se ne va, allontanandosi nella notte e Bloom va a letto. L'episodio è scritto in una forma rigidamente organizzata che imita il catechismo, ed è stato considerato uno dei capitoli preferiti da Joyce stesso. Lo stile è quello di un trattato scientifico, con domande e risposte che favoriscono la narrazione. Le descrizioni vanno da questioni di astronomia al calcolo della traiettoria della minzione. Vi è persino una canzone, "Little Harry Hughes", fornita di pentagramma e perfettamente cantabile, dal tema fortemente antisemita, che i due (presumibilmente) intonano con triste ironia.

#### Episodio 18.Penelope
L'ultimo capitolo, che utilizza nuovamente il flusso di coscienza, visto nel terzo capitolo, è un soliloquio di Molly Bloom: organizzato in otto lunghe frasi (senza punteggiatura) che descrivono i pensieri di Molly, la moglie di Bloom, mentre si trova a letto, accanto al marito.
Molly indovina che Bloom ha avuto un orgasmo quel giorno, e si ricorda della sua infedeltà passata, con altre donne. Valuta le differenze tra Boylan e Bloom, in termini di virilità e mascolinità. Molly sente che lei e Bloom sono fortunati, nonostante le loro attuali difficoltà coniugali. Molly ricorda i molti ammiratori, attuali e passati. Vorrebbe avere più soldi per comprare vestiti alla moda, ritiene che Bloom dovrebbe lasciare il suo lavoro di pubblicitario, per trovare qualcosa di meglio pagato altrove. Molly pensa alla bellezza dei seni femminili, in particolare se paragonati ai genitali maschili. Ricorda quando Bloom le propose di posare nuda in cambio di denaro. I suoi pensieri tornano a Boylan e all'orgasmo che ha avuto con lui.
Un treno fischia in stazione e Molly pensa alla sua infanzia a Gibilterra. Dalla noia e la solitudine, si era ridotta a scriversi lettere da sola. Adesso pensa a come sua figlia le ha mandato una semplice cartolina, mentre il marito ha ricevuto una lettera intera. Immagina di ricevere un'altra lettera d'amore da Boylan. Molly ricorda la sua prima lettera d'amore, ricevuta dal Tenente Mulvey, che la baciò sotto un ponte a Gibilterra. Ha poi perso i contatti con lui e si chiede come potrebbe essere ora. I pensieri vanno alla sua carriera di cantante, e Molly si domanda come sarebbe potuta andare se non avesse sposato Bloom.
Molly avverte l'inizio delle mestruazioni e si compiace di non essere rimasta incinta. Si alza per usare il vaso da notte. La giornata trascorsa con Boylan scorre nella sua mente mentre torna in camera, sale sul letto e pensa a quando lei e Bloom hanno dovuto traslocare. Pensa poi a Stephen, che ha incontrato durante l'infanzia. Lo considera un tipo tutto sommato pulito e non troppo frustrato. Immagina come sarebbero dei rapporti sessuali con lui. Molly decide di prepararsi nel caso di un incontro, per poter avere la meglio su di lui e pensa alle strane abitudini sessuali del marito. Ipotizza che il mondo sarebbe molto migliore se fosse basato su società matriarcali. Pensando ancora a Stephen, e poi alla morte di sua madre, evoca la memoria della morte di Rudy. Molly pensa di svegliare Bloom solleticandolo, poi rivelando i dettagli della sua relazione con Boylan per fargli capire la sua colpa. Decide di procurarsi dei fiori, nel caso in cui Stephen Dedalus decidesse di passare. Pensando ai fiori, Molly ricorda il giorno che lei e Bloom hanno trascorso a Howth, la sua proposta di matrimonio, e il suo modo di accettare: "sì ho detto di sì, lo farò, sì."

## Personaggi
La moglie di Leopold Bloom, Molly, è paragonata a Penelope, sebbene ci sia fra loro una differenza sostanziale, ovvero il comportamento nei confronti del marito: mentre Penelope incarna il prototipo di donna fedele, Molly è una donna estremamente passionale, corporale, fisica e infedele; rappresenta quindi il corpo.
Al corpo si contrappone la mente, la ragione, l'intelletto, che hanno pieno campo nella persona di Stephen Dedalus, il giovane artista incontrato da Bloom in un bordello e che diventa per quest'ultimo quasi un figlio adottivo, seppur per poche ore. In Bloom, invece, c'è l'unione della componente fisica e mentale.
Oliver St. John Gogarty è ricordato come l'ispiratore della figura di Buck Mulligan dell'Ulisse di James Joyce.

## Ambientazione
Come tutte le opere di Joyce, anche l'Ulisse è ambientato nella Dublino segnata dalla paralisi morale dovuta ai vincoli religiosi e culturali a cui l'Irlanda, secondo lo scrittore, era soggetta.
Joyce ha lavorato sul libro ossessivamente, fissato le mappe delle strade di Dublino, compilato elenchi di negozi e registrato le informazioni più dettagliate relative alle varie fasi dello svolgimento di quella precisa giornata. Dall'estate del 1918 lo ha accompagnato durante la scrittura Frank Budgen, un pittore inglese e ex marinaio, che ha documentato il processo letterario e pubblicato un libro sulla scrittura di "Ulisse".
Le descrizioni sono dettagliate, i particolari descritti con estrema cura a tal punto che si dice: "se Dublino fosse distrutta da un incendio potrebbe essere ricostruita utilizzando le descrizioni di Joyce".

## Pubblicazione e censura
La pubblicazione del libro subì notevoli ritardi negli Stati Uniti, in Inghilterra e nella stessa Irlanda, dove fu pubblicato solo nel 1966. La censura da parte di gruppi di pressione conservatori ne proibì finanche l'importazione, con l'accusa di oscenità; a Parigi, ignoti comprarono l'intera partita di libri pubblicati e la bruciarono.
Nel maggio del 1918 Joyce annunciava che Ulisse sarebbe stato pubblicato a puntate e che si aspettava che il libro fosse finito entro l'estate del 1919. Tuttavia, vari ritardi portarono a rinviare di anno in anno la data di pubblicazione. A questo punto Joyce si rese conto che scrivere alcuni capitoli gli sarebbe riuscito molto più difficile di quanto pensasse. L'episodio di Nausicaa, venne consegnato solo nel marzo 1920, quando finalmente Joyce ricevette, dalla zia, a Dublino, le riviste popolari e i centoni romantici che le aveva più volte chiesto, per completarne la scrittura in chiave parodistica.
La prima pubblicazione apparve a puntate dal marzo 1918 sulla rivista statunitense "The Little Review", ma venne interrotta quando uscì il tredicesimo capitolo: "Nausicaa" nel luglio 1920. La rivista ricevette una querela per pubblicazione di materiale osceno e dovette difendersi. Nel giugno 1920, da Trieste, Joyce si trasferì a Parigi con la famiglia. Qui completò la stesura dei capitoli finali. Considerava "I buoi del Sole", per lo stile letterario così differenziato, il più difficile da mettere a punto. Secondo i suoi calcoli, aveva trascorso migliaia di ore di lavoro per affinarne la scrittura. Il capitolo più lungo è il quindicesimo: Circe (174 pagine), che venne completato nel dicembre del 1920, dopo aver scritto e accantonato otto progetti preliminari. La scrittura degli ultimi tre capitoli, che l'autore dichiarò di voler semplificare, lo impegnò per circa un anno. Finalmente, nel 1922 il libro venne pubblicato a Parigi, e Joyce iniziò una lotta estenuante (destinata a durare quattordici anni) per poterlo pubblicare integralmente nel Regno Unito e negli Stati Uniti.

## Genere
Lo stesso Joyce ha definito Ulisse un romanzo, anche se per alcune caratteristiche l'opera ha una struttura che può essere comparata a quella di altri generi letterari. Per impianto narrativo è simile a un poema epico, proprio per il suo chiaro riferimento al poema omerico, che richiama con il titolo ma dal quale vuole distaccarsi per le tematiche. Il poema epico infatti permette a Joyce di sottolineare ancora di più, quasi con ironia, la totale mancanza di eroismo, valori, amore, fede, coraggio dei suoi personaggi, modelli antichi, perduti in un mondo moderno. Anche Daedalus, ribelle nel precedente romanzo eponimo e ancora in questo, nel penultimo episodio "Itaca", sembra rassegnato a sottostare alle inique e negative leggi umane. Nell'ultimo episodio "Penelope" è invece la fragile ma determinata Molly a ripetere "Yes, yes, yes...". Ulisse è anche simile a un dramma di tipo teatrale per la scomparsa del narratore e per il rispetto delle unità aristoteliche di spazio e tempo.
L'inversione parodistica dell'epica è evidente in vari punti dell'opera. Ad esempio la partecipazione di Bloom ad un funerale e la conseguente meditazione sulla morte richiamano la discesa di Ulisse nell'Ade, luogo degli Inferi pagani dove si era recato per interrogare l'indovino Tiresia sugli ostacoli che si frapponevano al suo ritorno ad Itaca; per l'antieroe Bloom è l'occasione per rievocare angosciose immagini di persone care scomparse, mute ai suoi interrogativi. La taverna di Dublino, in cui Bloom e Stephen discutono di razionalità e istinto, corrisponde alla grotta del ciclope Polifemo (istinto) che verrà sconfitto da Ulisse (razionalità). La casa di prostituzione è l'equivalente dell'isola della maga Circe, entrambi regni della sessualità. Alla fine il protagonista ritorna nel suo appartamento piccolo - borghese (la reggia di Itaca) dove lo attende la moglie, che gli è infedele (in netto contrasto con l'atteggiamento fedelissimo di Penelope).

## Nella cultura di massa
- Il 16 giugno si osserva il "Bloomsday", con svariate iniziative volte a commemorare l'Ulisse e in generale l'opera di Joyce. In occasione del centenario dal 16 giugno 2004 a Dublino venne organizzato un pranzo per 10.000 persone nella via principale. A Genova il "Bloomsday" si celebra dal 2006 con lettura quasi integrale in italiano e brani in inglese, dalle nove del mattino alla mezzanotte e in luoghi analoghi a quelli del romanzo. La prima celebrazione italiana del Bloomsday si tenne a Frosinone il 16 giugno del 1982, su iniziativa della rivista di critica letteraria "Dismisura", alla giornata joyciana, diretta dall’artista Gian Carlo Riccardi, parteciparono lo scrittore Enzo Siciliano (nel ruolo di James Joyce, intervistato da Franco Silvestro), Benedetta Bini e Dodò D'Amburgo (la famosa spogliarellista era Molly Bloom). L'Ambasciata di Irlanda patrocinò la manifestazione.

## Edizioni Italiane
- Ulisse, traduzione di Giulio De Angelis, consulenti per la trad. Glauco Gambon, Carlo Izzo e Giorgio Melchiori, Collezione La Medusa n.441, Milano, Mondadori, 1960,  p. 1025. -Introduzione di G. Melchiori, cronologia, commento e bibliografia di G. De Angelis, Collana I Meridiani, Mondadori, 1971; Collana Oscar Classici n.1, Mondadori, 1973; Collana Biblioteca n.60, Mondadori, 1978; Collana I classici contemporanei stranieri, Mondadori, 1981; Collana Oscar n.1756, Mondadori, 1984; Collana L'ottagono n.4, Mondadori, 1988; Collana Oscar Classici moderni n.38 e 177, Mondadori, 1991-2000, 2014; Collana Oscar Moderni, Mondadori, 2018.
- Ulisse, versione e note di Bona Flecchia, Firenze, Shakespeare and Company, 1995,  p. 684.
- Ulisse, a cura di Enrico Terrinoni, traduzione di E. Terrinoni con Carlo Bigazzi, Collana I Mammut n.101, Roma, Newton Compton Editori, 2012,  p. 853, ISBN 978-88-541-3595-6.
- Ulisse, traduzione di e cura di Gianni Celati, Collana Letture n.46, Torino, Einaudi, 2013,  pp. X-988, ISBN 978-88-06-19181-8.
- Ulisse, traduzione di e cura di Mario Biondi, Collana Oceani n. 90, Milano, La nave di Teseo, 2020,  p. 1072, ISBN 978-88-34-60299-7.
- Ulisse, traduzione di Alessandro Ceni, Collana UEF. I Classici, Milano, Feltrinelli, 2021, ISBN 978-88-079-0393-9.
- Ulisse, trad. e cura di Enrico Terrinoni,[18] con testo originale a fronte, completo di varianti a stampa e manoscritte, con quattro saggi di specialisti, Collezione Classici della Letteratura Europea, Milano-Firenze, Bompiani, 2021, ISBN 978-88-452-9638-3.
- Ulisse, traduzione di Livio Crescenzi, Tonina Giuliani e Marta Viazzoli, Collana Classici, Fidenza, Mattioli 1885, 2021,  p. 984, ISBN 978-88-626-1827-4.
- Ulisse, traduzione di Marco Marzagalli, Genova, Amazon (Independently published), 2021,  p. 774, ISBN 979-87-766-5390-2. - Prefazione di Nicola Lagioia, Introduzione e cura di Paolo Bugliani, Collana BUR Grandi Classici, Milano, Rizzoli, 2024, ISBN 978-88-171-8496-0.
- Ulisse, traduzione di Francesco Vitellini, Collana I grandi capolavori, Santarcangelo di Romagna, Rusconi, 2025, ISBN 978-88-180-4049-4.